# Préjano
Préjano è un comune spagnolo di 205 abitanti situato nella comunità autonoma di La Rioja.